# Portretul lui Antoine-Laurent Lavoisier și al soției sale
Portretul lui Antoine-Laurent Lavoisier și al soției sale (în franceză Portrait d'Antoine-Laurent Lavoisier et de sa femme) este o pictură în ulei realizată în anul 1788 de pictorul francez Jacques-Louis David. În tablou este reprezentat chimistul francez Antoine Lavoisier și soția și colaboratoarea sa Marie-Anne Pierrette Paulze.
Tabloul a fost comandat lui David în 1788 de către Marie-Anne Pierrette Paulze (care fusese învățată să deseneze de către David). El este expus în prezent la Muzeul Metropolitan de Artă din New York.

## Istoric
David a primit la 16 decembrie 1788 suma de 7.000 de livre pentru acest tablou. Pictura a fost lăsată de Marie-Anne Pierrette Paulze nepoatei sale în 1836. Ea a rămas în colecția contesei de Chazelles și a urmașilor săi până în 1924, când a fost cumpărat de John Davison Rockefeller. Rockefeller l-a dat Institutului Rockefeller de Cercetări Medicale în 1927 și a fost achiziționat de la această instituție de către Muzeul Metropolitan de Artă din New York în 1977.

## Descriere
Tabloul este un dublu portret de mari dimensiuni (260 cm x 195 cm). El reprezintă cuplul în biroul chimistului. În fundal se află un perete de marmură falsă, ornat cu trei pilaștri în stil antic, și o podea din parchet, în centrul compoziției. În fața privitorului se află cuplul Lavoisier. Marie-Anne Pierrette Paulze se află în picioare, cu corpul văzut din profil, cu capul acoperit cu o perucă blondă buclată. Ea este îmbrăcată după moda sfârșitului de secol XVIII cu o rochie de muselină albă cu margini dantelate și încinsă cu o eșarfă albastră; ea se sprijină cu mâna stângă pe umărul soțului, iar mâna dreaptă se află pe marginea mesei. 
Antoine Lavoisier este așezat la masă, lângă soția sa; el este îmbrăcat cu un costum negru (vestă, pantaloni francezi, cu ciorapi negri și pantofi cu cataramă), mânecile cămășii și eșarfa sunt singurele elemente de vestimentație de culoare albă. Fața sa este întoarsă pe trei sferturi către soția sa; el poartă o perucă pudrată, brațul său stâng este sprijinit pe masă, în timp ce cu mâna dreaptă scrie pe o foaie de hârtie cu o pană de gâscă. Piciorul său drept este întins în față, dincolo de masă. 
Masa este acoperită cu o pânză roșie, pe care sunt așezate mai multe foi de hârtie, o casetă, o călimară de cerneală cu două pene de gâscă și trei instrumente chimice: un barometru, un gazometru, un rezervor de apă, precum și un balon de sticlă cu robinet de închidere pe sol, lângă fața de masă; aceste instrumente îi servesc lui Antoine Lavoisier pentru studiile sale asupra gazului și apei. 
În extrema stângă a tabloului se observă un fotoliu pe care este pusă o bucată de țesătură neagră, precum și un carton de desen cu foi care ies în afară; acest carton subliniază faptul că soția lui Lavoisier desena experiențele soțului său și că ea era o fostă elevă a pictorului David.
Semnătura pictorului se află în stânga jos, pe parchet - L DAVID, PARISIIS ANNO, 1788.